# Leonardo da Porto Maurizio
Leonardo da Porto Maurizio, al secolo Paolo Girolamo Casanova (Porto Maurizio, 20 dicembre 1676 – Roma, 26 novembre 1751), è stato un frate minore riformato francescano, tra i primi e più importanti promotori della pratica della Via Crucis; è stato proclamato santo da papa Pio IX nel 1867.

## Biografia
Figlio di Domenico Casanova e Anna Maria Benza, fu battezzato con i nomi di Paolo Gerolamo; sua madre morì quando egli aveva due anni ed il padre si risposò con Maria Riolfo, della frazione di Artallo. 
Fu il padre a dare al futuro Santo quelle basi religiose alle quali in seguito ispirerà la sua vita. Domenico Casanova era armatore e uomo di mare e, come prassi nella marineria, aveva stabilito di non ammettere alcuna donna tra i passeggeri dei suoi navigli, anche per evitare peccati carnali.
Nel 1688, dodicenne, Leonardo Casanova lascia la Liguria e, forse sul bastimento del padre, si reca a Roma presso lo zio Agostino Casanova per frequentare gli studi superiori di Lettere e Filosofia presso i Gesuiti del Collegio romano.
A 19 anni sente la vocazione e nel 1697 inizia il noviziato presso il convento dei "Riformelli" francescani di Ponticelli Sabino. Studia teologia nel convento di San Bonaventura al Palatino, centro principale della riformella, e il 17 agosto 1702, a 26 anni, viene ordinato sacerdote.
Torna a Porto Maurizio dopo 16 anni di assenza dalla Liguria, essendo gravemente malato e su indicazione dei medici che gli avevano consigliato di tornare nel clima natìo. Vi rimane dal 1704 al 1709, quando la tisi che ha contratto guarisce miracolosamente per intercessione della Madonna.

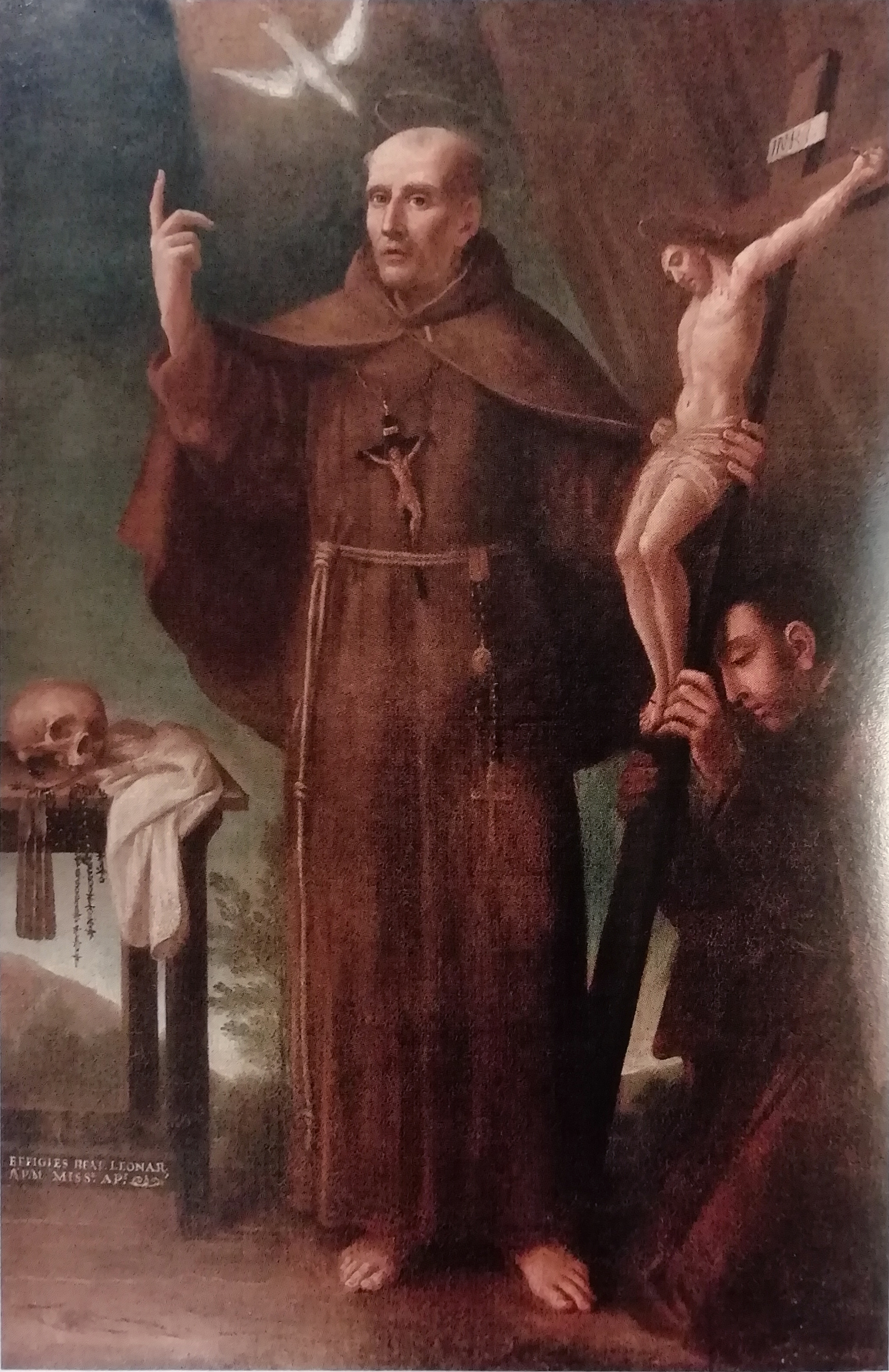
San Leonardo da Porto Maurizio, olio su tela di Clarice Vasini, 1763, proveniente dalla cappella invernale della chiesa di San Paolo in Monte dell'Osservanza a Bologna

Nel 1709 dai superiori francescani della provincia romana è inviato a Firenze al convento di Monte alle Croci, del quale diventa superiore, e che è il punto di partenza per le sue numerose peregrinazioni. 
Conquista alla Riformella anche i conventi di San Francesco al Palco (1716) e di San Francesco all'Incontro (1717). 
Nel lungo itinerario del suo apostolato attraversa tutte le regioni dell'Italia settentrionale e centrale, acquistando tale notorietà da essere richiesto al Papa dai reggenti della Repubblica di Genova nel 1743.

Con il beneplacito del pontefice Leonardo Casanova parte da Roma, giunge a Firenze e da qui a Livorno dove s'imbarca per Genova dove riceve i festeggiamenti dei cittadini che lo attendono impazienti di ascoltarlo. 
Il giorno dopo il suo arrivo a Genova, una domenica, il superiore dei Padri Riformati del convento della Pace gli chiede di tenere una predica nella sua chiesa. Leonardo accetta la richiesta, meravigliando la numerosa folla giunta nell'ampia chiesa della Pace (oggi demolita). 
Il successo ottenuto in questa chiesa muove i Collegi della Repubblica di Genova a dargli ampia facoltà di esercitare il ministero apostolico in tutta la Riviera di Ponente.
Riceve i festeggiamenti dei suoi concittadini a Porto Maurizio; poi si sposta a Finale. 
Essendosi ammalati quattro dei suoi compagni, si risolve di attenderne la guarigione e nell'attesa viene chiamato a compiere le missioni a Genova. 
Per la sua predica viene allestito un palco alle porte della chiesa della Pace la cui piazza è presto riempita da innumerevoli fedeli. 
Il luogo però risulta insufficiente per la numerosa folla, per cui si decise di tenere l'orazione in Bisagno, sulla spianata nei pressi della stessa chiesa della Pace. 

In questa predica Leonardo raccomanda ai fedeli di apporre sopra le porte delle proprie case l'effigie di Gesù. 
I Serenissimi Collegi ordinano allora un'effigie in marmo e con le lettere in bronzo con i nomi di Gesù e Maria; il bassorilievo viene poi affisso alla porta del Ponte Reale nel giorno di San Giovanni Battista del 1743 e la sua posa in opera è accompagnata da salve di cannone in porto e dal suono delle campane delle chiese di Genova. 

Viene anche raccomandato a tutte le città e alle terre murate della Liguria di porre sopra le loro porte la stessa immagine con i nomi di Gesù e di Maria.
Il Serenissimo Collegio ottiene anche dal papa di trattenere Leonardo Casanova e di mandarlo in Corsica. Qui Leonardo giunge dopo aver completato le missioni a Lucca ed a Pistoia. È raggiunto a Viareggio (diocesi di Lucca) da una barca, che nel suo viaggio transita nel Golfo di La Spezia. Da qui il capitano manda a Viareggio una feluca che porta Leonardo in Corsica nel 1744.
La Corsica viveva allora momenti difficili a causa delle insurrezioni separatiste contro la Repubblica di Genova; Leonardo vi rimane sino al novembre del 1744, dopo aver lavorato per rappacificarla con i suoi sermoni. 
Nello stesso novembre s'imbarca sulla galea capitana della Repubblica di Genova e con un viaggio di pochi giorni giunge a Portovenere dove si trattiene cinque giorni. 
Poi fa ritorno a Genova dove prosegue la sua instancabile attività di predicatore. Nella cattedrale genovese dai Canonici viene eretto un palco riccamente addobbato sul quale Leonardo predica le sue missioni assieme all'Arcivescovo, al Doge, ed allo stuolo di nobili e popolani accorsi per ascoltarlo.
Da Genova si sposta nelle due Riviere, dove effettua varie prediche. Mentre si trova a Chiavari gli giunge, da parte del suo Padre Generale e della Segreteria di Stato della Repubblica, una lettera con l'ordine di tornare in Corsica a completare la sua predicazione.
Prosegue quindi le sue prediche in entrambe le riviere mentre in questi territori transitano le truppe austro-tedesche per la guerra tra i Savoia e Genova. Non potendo per questo avere possibilità di attrarre grandi folle ai suoi sermoni, chiede licenza all'arcivescovo e ai Serenissimi Collegi e, ottenutola, da Levanto si sposta a Lucca. 

Transita nel passaggio a Genova, nel santuario di Santa Maria del Monte, dove abita nella cella n° 20, dedicandosi qui ad intensi esercizi spirituali.
In queste occasioni scrive uno dei suoi Proponimenti, che aveva composti nel convento del Monte a partire dal 1717, rinnovandoli nel 1735.
Alla fine della primavera del 1745, parte da Genova. Non vi tornerà più.

Lasciata la Liguria, attraversa tutte le regioni italiane e muore a Roma nel convento di San Bonaventura al Palatino il 26 novembre 1751.
Durante la sua vita fu apostolo delle Tre Ave Maria; grazie a lui si ebbe una grande diffusione di questa preghiera.

## Alcune leggende
Su San Leonardo si raccontano diversi episodi leggendari:
- La prima versione biografica diffusa narra che Leonardo, ad un certo punto della sua vita, per vicende che lo misero in discussione ed in lite con alcuni concittadini, decise di abbandonare Porto Maurizio e che prima di imbarcarsi e lasciare il suolo portorino, si scrollasse i sandali così da non portare con sé «...nemmeno la polvere di quel posto...».
- La parte avversa a questa tesi asserisce che la diceria sia nata nell'ambiente del vicino borgo di Oneglia (allora oppositore e oggi parte, con Porto Maurizio, della città di Imperia) e che possa essere confutata.

Secondo alcuni riscontri, Leonardo, guarito dalla tubercolosi, fece voto di non portare più i sandali e lo mantenne fino a quando, molti anni più tardi della fuga da Porto Maurizio verso il 1750, il papa Benedetto XIV non lo obbligò di nuovo a calzarli. Un altro possibile riscontro a favore della seconda tesi è quella che ricorda la missione che tenne nel 1743 a Porto Maurizio alla quale si pensa abbiano partecipato più di 5000 persone, tanto che lo stesso Duomo di Porto Maurizio non bastò e si dovette radunare la gente in uno spiazzo poco sotto gli spalti delle mura. Da lì Leonardo predicò alla folla preannunciando, su quel luogo, la futura costruzione di una grande basilica, che effettivamente fu inaugurata verso il 1840 e in cui dal 1996 sono conservate alcune sue reliquie.
Proponimenti di Leonardo da Porto Maurizio fatti nel 1717.XLV In ogni tempo procurerò di osservare con somma esattezza i santi Voti:E primieramente in quanto alla Povertà che è la divisa della nostra Religione, procurerò d'imitare più che posso il mio padre San Francesco- Firenze, Tipografia delle Murate, 1855,p 68.

## Culto

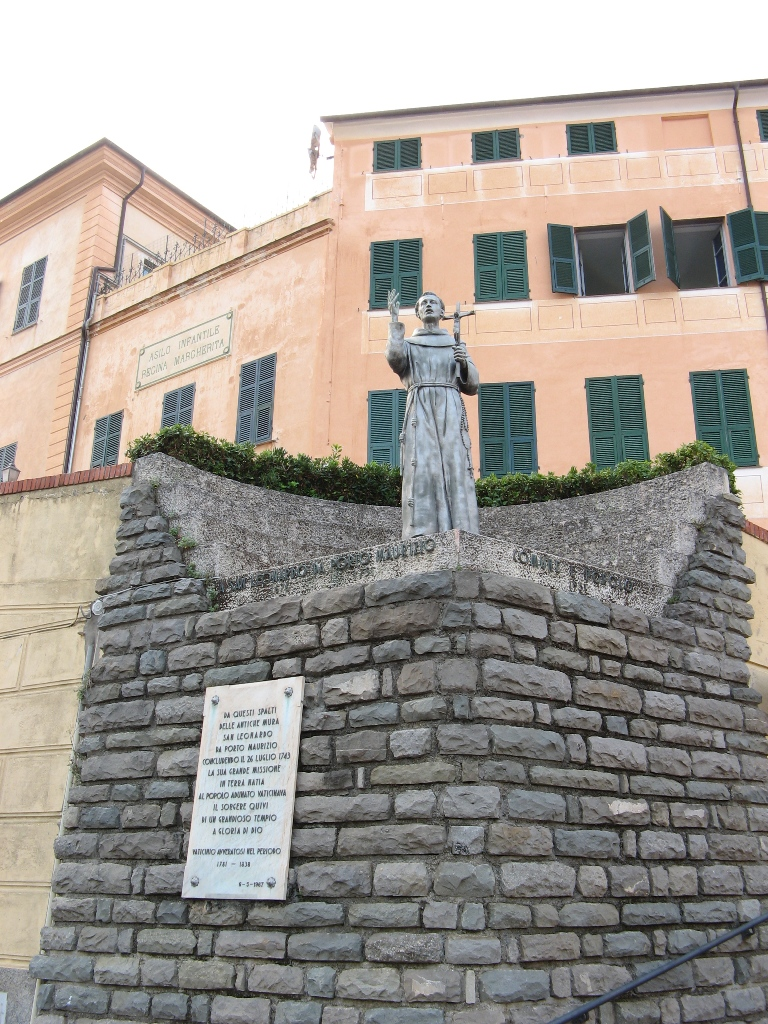
La statua di S. Leonardo a Porto Maurizio

Fu beatificato il 19 marzo 1796, canonizzato il 29 giugno 1867 e dichiarato Patrono dei missionari nei paesi cattolici il 17 marzo 1923; patrono della città di Imperia a partire dalla metà degli anni novanta; la festa liturgica ricorre il 26 novembre. Una statua di san Leonardo è stata eretta nel luogo in cui, dalle mura del Parasio a Porto Maurizio, predicò alla folla di fedeli.
Numerose le celebrazioni imperiesi attorno alla vita di questo santo; nelle raffigurazioni pittoriche spiccano quelle di Leonardo Massabò, principale pittore della basilica di Porto Maurizio attorno alla metà dell'Ottocento.
Pio IX, il Papa che lo canonizzò, gli fu profondamente devoto; spesso da giovane sacerdote si fermava a pregare nella chiesa di San Bonaventura al Palatino dove all'epoca si trovava il corpo dell'allora beato. Alla sua devozione è legata sia la professione nel Terz'Ordine Francescano, sia la definizione dogmatica dell'Immacolata Concezione.
Oggi il corpo del Santo è conservato in una teca in vetro, esposto al pubblico, nella Basilica di San Maurizio a Imperia.